# بريندون بيرشارد
بريندون بيرشارد (بالإنجليزية: Brendon Burchard)‏ هو متحدث تحفيزي أمريكي، ولد في 18 سبتمبر 1977 في مونتانا في الولايات المتحدة.